# Marie-Françoise Roy
Marie-Françoise Roy (París, 28 d'abril de 1950) és una matemàtica francesa que ha destacat per les seves aportacions en geometria algebraica real. Ha estat professora de matemàtiques a la Universitat de Rennes des de 1985 i l'any 2009 va ser nomenada Chevalier de la Legió d'Honor francesa.

## Recerca
Roy treballa en la geometria algebraica real, en particular en l'aspectre real i, més recentment, en la complexitat d'algorismes de geometria algebraica real així com en aplicacions.

## Educació i carrera
Marie-Françoise Roy es va formar a l'École Normale Supérieure de jeunes filles i va ser professora ajudant a la Université Paris Nord l'any 1973. Va obtenir el doctorat a la Université Paris Nord el 1980, sota la supervisió de Jean Benabou.
Des de 1981, va estar dos anys a la Universitat Abdou Moumouni de Níger. El 1985 es va convertir en professora a la Universitat de Rennes, a Rennes, França.
Roy va ser presidenta de la Société mathématique de France (Societat matemàtica de França) de 2004 a 2007.
L'any 1986, Roy va cofundar European Women in Mathematics (Dones Europees en les Matemàtiques, EWM per les seves sigles en anglès), que va presidir des de 2009 fins al 2013. Al 1987, va cofundar l'organització francesa per dones matemàtiques, Femmes et Mathématiques (Dones i Matemàtiques), i va ser la primera presidenta de l'organització .
Roy forma part de la Sub-Saharan Africa en el Centre Internacional de Matemàtiques Pures i Aplicades, el CIMPA. Roy és presidenta de l'Associació d'Intercanvis Culturals Cesson Dankassari (Tarbiyya-Tatali), una organització que treballa per activitats conjuntes a la comuna de Dan-Cassari al Níger i a la de Cesson-Sévigné, a França.

## Publicacions seleccionades
- amb Saugata Basu, Richard Pollack: Algorithms in real algebraic geometry. Springer 2003.pdf-file freely available on author's homepage
- amb Jacek Bochnak, Michel Coste: Real algebraic geometry. 2.Edition, Springer, Ergebnisse der Mathematik Bd. 36, 1998 (first in French 1. Edition 1987).
- Three Problems in real algebraic geometry and their descendants. In: Engquist, Schmid: Mathematics unlimited- 2001 and beyond. Springer Verlag 2000, S. 991 (Hilberts 17th Problem, Algorithms, Topology of real algebraic varieties).
- Géométrie algébrique réelle. In: Jean-Paul Pier (Hrsg.): Development of Mathematics 1950-2000. Birkhäuser 2000.
- Introduction a la geometrie algebrique reelle, Cahiers Sem. Hist. Math., 1991, Online